# Мікель Лабоа
Мікель Лабоа (*15 червня 1934, Сан-Себастьян, Країна Басків, Іспанія — 1 грудня 2008, Сан-Себастьян, Країна Басків, Іспанія), — видатний баскський співак та поет-пісенник.

## Дискографія
- Lau herri kanta, 1964
- Ursuako Kantak, 1966
- Bertold Brecht, 1969
- Haika Mutil, 1969
- Euskal Kanta Berria, 1972
- Bat-Hiru, 1974
- Lau-bost, 1980
- 6 (Sei), 1985
- Lekeitioak, 1988
- 12 (Hamabi), 1989
- 14 (Hamalau), 1994
- Mikel Laboa Zuzenean, 1997
- Zuzenean II — Gernika, 2000
- 60ak+2, 2003
- Xoriek — 17, 2005